# Corong
Der Corong ist ein kleiner Fluss in Frankreich, der im Département Côtes-d’Armor in der Region Bretagne verläuft. Er entspringt im nördlichen Gemeindegebiet von Kergrist-Moëlou, entwässert generell Richtung Westnordwest und mündet nach rund 16 Kilometern an der Gemeindegrenze von Locarn und Duault als linker Nebenfluss in die Hyère. Im Mündungsabschnitt quert der Corong die Bahnstrecke Guingamp–Carhaix.

## Orte am Fluss
(Reihenfolge in Fließrichtung)
- Kervézégan, Gemeinde Kergrist-Moëlou
- Saint-Cognan, Gemeinde Saint-Nicodème
- Keroncel, Gemeinde Locarn
- Lestrémeur, Gemeinde Locarn
- Le Néveït, Gemeinde Duault
- Kergroas, Gemeinde Duault
- Ruforniou, Gemeinde Locarn

## Sehenswürdigkeiten
- Gorges du Corong, sehenswerte Schlucht mit einem Felsenmeer aus Granitsteinen im Mittelteil des Flusses, in den Gemeinden Locarn, Saint-Nicodème und Saint-Servais.